# 29208 Halorentz
29208 Halorentz este un asteroid din centura principală de asteroizi.

## Descriere
29208 Halorentz este un asteroid din centura principală de asteroizi. A fost descoperit pe 9 septembrie 1991 la Tautenburg de Freimut Börngen și Lutz Dieter Schmadel. Asteroidul prezintă o orbită caracterizată de o semiaxă mare de 2,24 ua, o excentricitate de 0,20 și o înclinație de 4,3° în raport cu ecliptica.